# Pleuroloma flavipes
Pleuroloma flavipes é uma espécie de milípede da família Xystodesmidae. Tem a distribuição mais ampla de qualquer espécie de milípede xystodesmid e é encontrado no leste da América do Norte, do sudeste da Dakota do Norte, a leste de Connecticut e ao sul da Carolina do Norte, norte da Louisiana e sul do Texas. Os milípedes Pleuroloma flavipes são ocasionalmente observados em grandes agregações de indivíduos, onde parecem se mover em massa em uma determinada direção. Em um relatório de 1950, uma agregação de cerca de 6.000 indivíduos foi encontrada em uma única ponte no McCormick's Creek State Park, Indiana. A espécie é extremamente variável na coloração e converge na aparência com várias espécies de Apheloria e Brachoria como resultado do mimetismo.

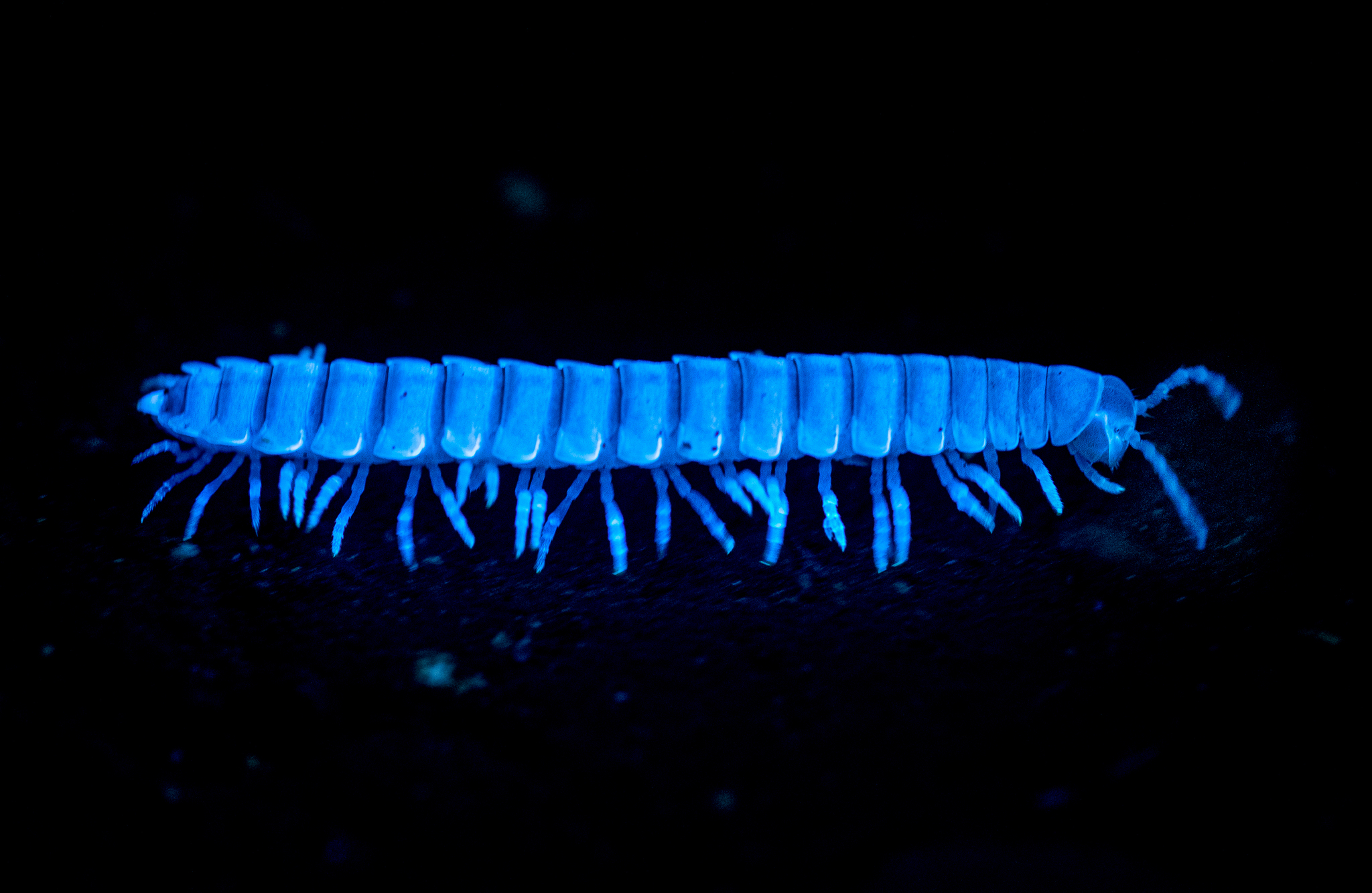
Pleuroloma flavipes fluorescendo sob luz ultravioleta de 365 nanômetros